# Нагорена (Кирово-Чепецкий район)
Нагорена — деревня в Кирово-Чепецком районе Кировской области России. Входит в состав Фатеевского сельского поселения.

## География
Деревня находится в центральной части Кировской области, в подзоне южной тайги, к северу от реки Малая Просница, на расстоянии приблизительно 15 километров (по прямой) к югу от города Кирово-Чепецка, административного центра района. Абсолютная высота — 150 метров над уровнем моря.
Климат
Климат характеризуется как континентальный, с продолжительной холодной многоснежной зимой и умеренно тёплым коротким летом. Среднегодовая температура — 1,3 — 1,4 °C. Средняя температура воздуха самого холодного месяца (января) составляет −14,4 — −14,3 °C (абсолютный минимум — −35 °С); самого тёплого месяца (июля) — 17,6 — 17,8 °C (абсолютный максимум — 35 °С). Безморозный период длится в течение 114—122 дней. Годовое количество атмосферных осадков — 500—700 мм, из которых около 70 % выпадает в тёплый период. Снежный покров устанавливается в середине ноября и держится 160—170 дней.

## Население
| 2010 |
| ---- |
| 0    |